# Museum für mittelalterlichen Bergbau im Erzgebirge

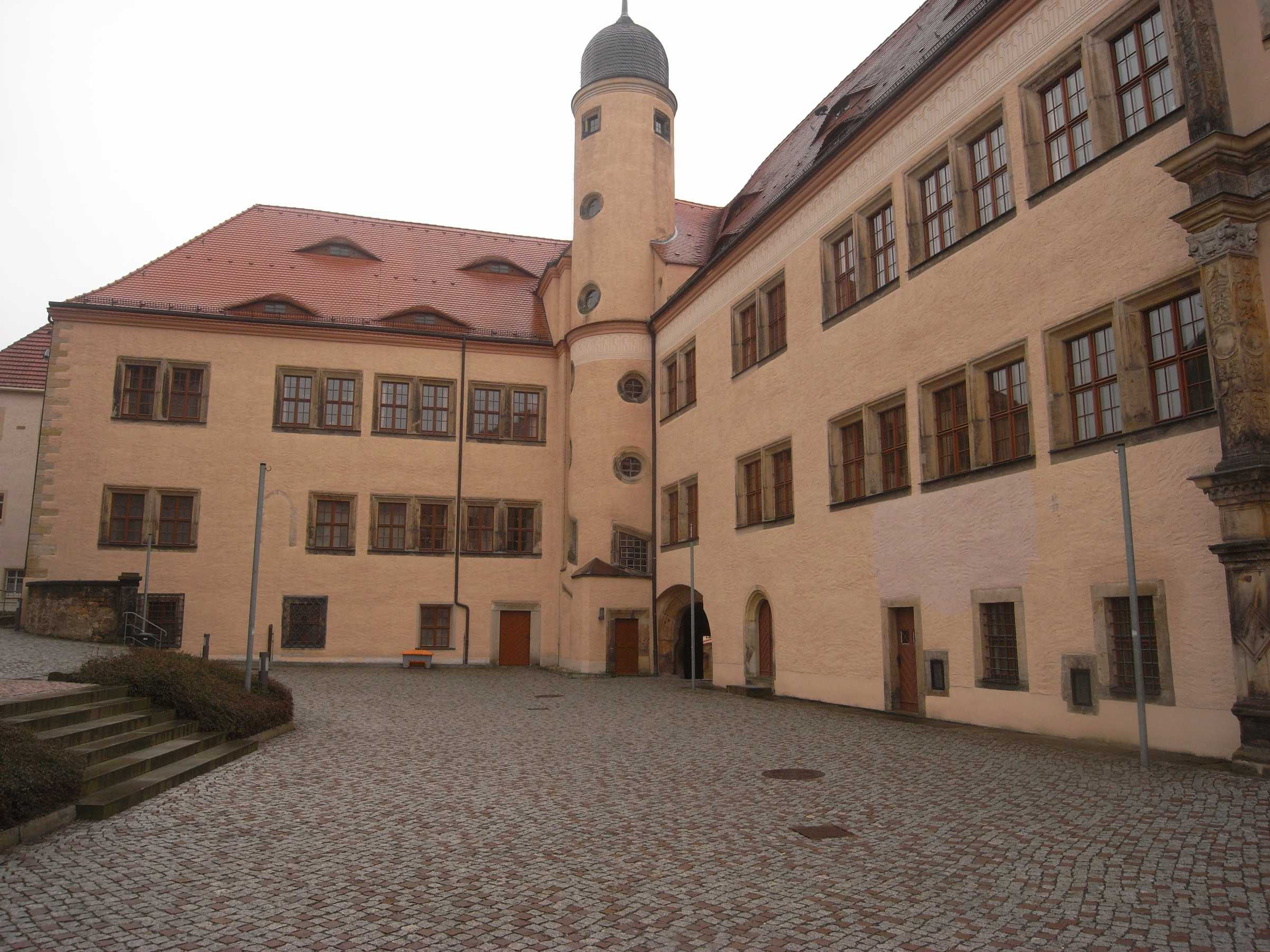
Schloss Dippoldiswalde

Das Museum für mittelalterlichen Bergbau im Erzgebirge zeigt auf 300 Quadratmetern archäologische Funde des Altbergbaus unter der Stadt Dippoldiswalde. Es wurde am 24. August 2018 im Schloss Dippoldiswalde eröffnet.

## Archäologische Erforschung
Bei dem Hochwasser von 2002 gab vielerorts im Stadtgebiet von Dippoldiswalde das durchnässte Erdreich nach. Der Grund für diese Erdfälle waren unterirdische Hohlräume: zwischenzeitlich vergessene, aufgelassene Silbergruben, die etwa von 1185 bis 1260 betrieben wurden. (Markante Bergschäden wurden z. B. im Bereich Obertorplatz – Alte Altenberger Str. – Busbahnhof festgestellt.) Das Sächsische Oberbergamt Freiberg übernahm die Verwahrarbeiten und zog 2008 das Landesamt für Archäologie hinzu.

### Projekt ArchaeoMontan
Von 2012 bis 2018 untersuchten Fachleute diese Anlagen im Rahmen des interdisziplinären und internationalen Projekts ArchaeoMontan. In Kooperation des Freistaats Sachsen und der Tschechischen Republik waren Archäologen, Historiker, Vermessungsingenieure, Geologen und Informatiker daran beteiligt. Das Projekt ArchaeoMontan wurde von der Europäischen Union durch den Europäischen Fonds für regionale Entwicklung finanziert.
Aus mehreren Gründen sind die Dippoldiswalder Silbergruben von herausragender Bedeutung zum Verständnis des mittelalterlichen Bergbaus:
- Sie wurden nur punktuell durch den späteren Bergbau überprägt.
- Erstmals konnte hochmittelalterlicher Bergbau unter Tage in großem Maßstab untersucht werden.
- Die organischen Funde, teilweise noch in situ, sind hervorragend erhalten.

Dabei musste die archäologische Erforschung parallel zu den Aufwältigungs- und Verwahrarbeiten der damit beauftragten Bergsicherungsfirma stattfinden.
Über Dippoldiswalde hinaus waren die Montanarchäologen des Museums maßgeblich an der Erforschung eines einzigartigen Zeugnisses der Geschichte des deutschen Bergbaus im späten 15. und im frühen 16. Jahrhunderts beteiligt: der Überreste eines um 1500 gefertigten Kehrrades mit einem Durchmesser von 11,5 Metern. Es war 2016 in einer untertägigen Radstube unter Bad Schlema entdeckt worden.

### Funde unter Tage

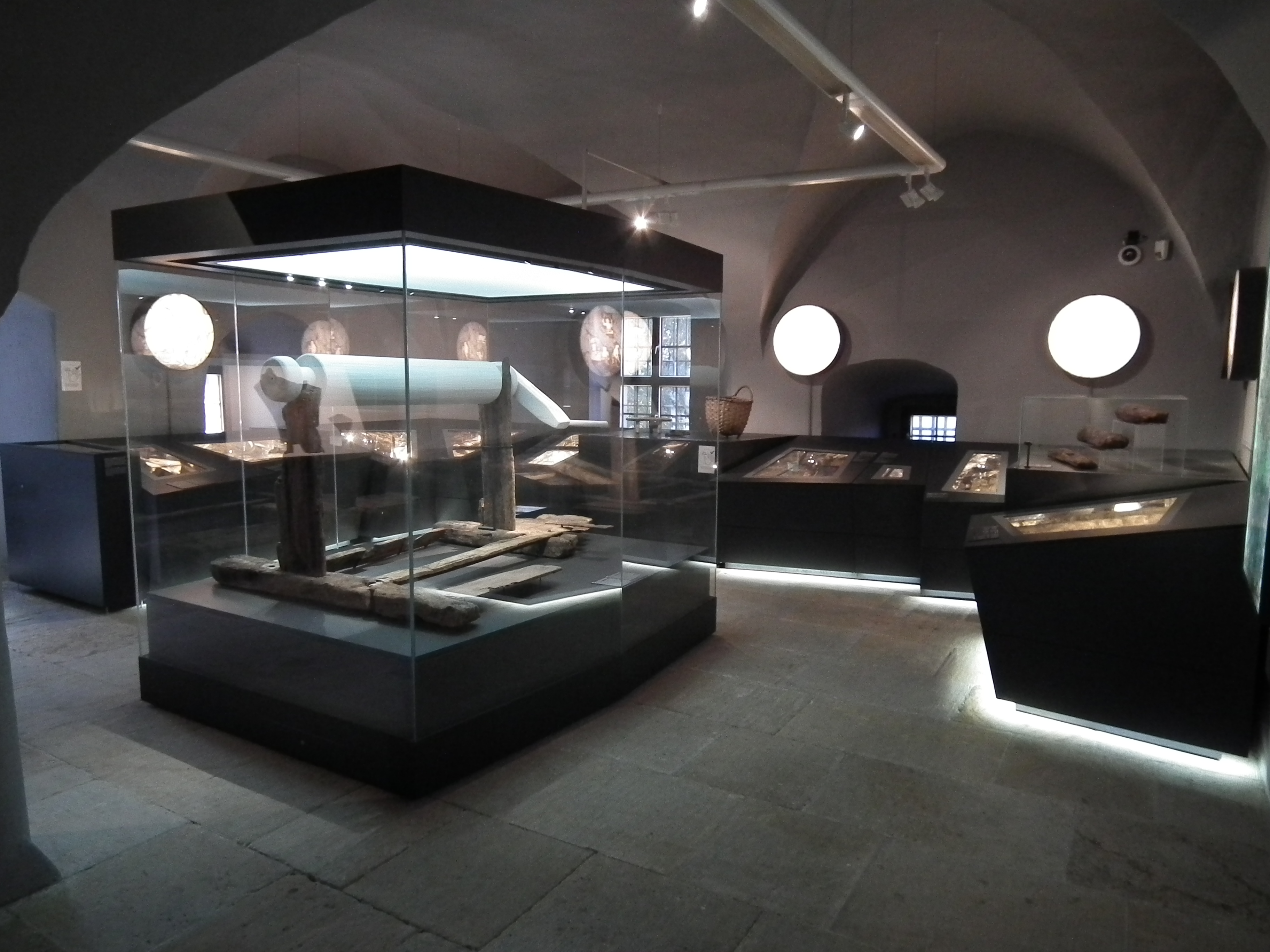
Hölzerne Haspel in der Ausstellung

Im Bereich der Altenberger Straße wurde in etwa 22 Metern Tiefe eine 2,0 × 2,2 Meter große Haspelkammer untersucht. Es existierten noch zahlreiche Fragmente der hölzernen Haspel, darunter die beiden Pfahlbäume aus Tanne und die Haspelstützen aus Buche. Wahrscheinlich waren die Handkurbeln (Haspelhörner) und die Haspelwelle (Rundbaum), die nicht gefunden wurden, in den Blindschacht gefallen. Die erhaltenen Holzteile der Haspel sowie weitere Hölzer (Steigbäume, Latten) wurden mit einem 3-D-Laserscanner erfasst, was die Rekonstruktion der Haspel ermöglichte. Mit der 14C-Methode konnte sie in die Zeit um 1220 datiert werden, ein europaweit einmaliger Fund.
Umfangreiche Anlagen zur Wasserhaltung wurden ebenfalls dokumentiert: auf 25,50 Metern erfassten die Archäologen eine Leitung aus bis zu 4,20 Metern langen Holzrinnen mit U-förmigem Querschnitt (Tanne, Fichte, Ahorn), ergänzt um Röschen, Rinnen, Wasserkästen und Sammelbecken, die im Fels ausgehauen worden waren. Die Holzrinnen stammen aus den 1220er Jahren und hatten ein Nord-Süd-Gefälle von etwa 0,30 Metern. Wahrscheinlich leiteten sie das Grubenwasser in die Rote Weißeritz ab.
Die Archäologen untersuchten und bargen eine vollständig erhaltene Fahrt, die 5,14 Meter lang war, dabei aber recht schmal (0,24 Meter). Die ovalen Trittsprossen waren jeweils etwa 50 cm voneinander entfernt. Diese Fahrt wurde mit einem Seil und fest verankertem Holz gesichert; Reste dieser Konstruktion und des Bastseiles sind erhalten.
Im Bereich der Brauhofstraße wurde in rund 20 Metern Tiefe ein dreibeiniger, nur 25 cm hoher Hocker geborgen. Eine solche Sitzgelegenheit bei der Bergmannsarbeit ist aus Bildquellen bisher nicht bekannt. Das Geleucht war bei der Arbeit in einer kegelstumpfförmigen Nische abgestellt; mehrere solcher Nischen wurden in unregelmäßigen Abständen gefunden. Um die Fördergefäße über Hindernisse zu leiten und ihr Hängenbleiben zu verhüten, wandten die mittelalterlichen Bergleute sowohl Brettervertonnung als auch Rutenvertonnung an.
An zwei Stellen wurden im Fels grob mit Schlägel und Eisen gearbeitete, anthropomorphe Reliefs vorgefunden, von denen eines nicht erhalten werden konnte, das andere aber (40 cm hoch, 20 cm breit) mit einem aufwändigen Verfahren en bloc geborgen wurde.

### Bergbausiedlung am Obertorplatz
Das Bild des mittelalterlichen Bergbaus in Dippoldiswalde wurde ergänzt durch archäologische Untersuchungen an der Abbruchstelle des ehemaligen Gasthauses Roter Hirsch am Obertorplatz. Hier wurden Spuren von Pfostenlöchern, Schmelzöfen, Abfallgruben und Keramik gefunden.

## Exponate
In den feuchten Schächten hatten die organischen Materialien gute Konservierungsbedingungen gehabt. Über Tage war zunächst eine Restaurierung nötig, um die Artefakte dauerhaft museal präsentieren zu können. Holzobjekte wurden in 40-prozentige Polyethylenglycol-Lösung eingelegt und anschließend gefriergetrocknet, um ihnen das Wasser zu entziehen.
Nachdem sich Pläne für einen Museumsneubau in Dippoldiswalde aus finanziellen Gründen zerschlugen, wurden die Funde in der Wanderausstellung Silberrausch und Berggeschrey gezeigt. Es handelt sich um gut erhaltene Alltagsgegenstände und Werkzeuge, wie Schaufeln und Kratzen, Bretter zum Sichern der Gruben, der dreibeinige Hocker und die Haspel, die aus ihren hölzernen Einzelteilen wieder zusammengesetzt wurde.